# Peter Kapral
Peter Kapral (* 8. April 1933 in Wien) ist ein österreichischer Politiker (FPÖ).

## Leben
Peter Kapral besuchte nach der Volksschule ein Realgymnasium, an welchem er im Jahr 1952 maturierte. Danach studierte er Rechtswissenschaften an der Universität Wien. Er wurde Mitglied der Wiener akademischen Burschenschaft Gothia. 1960 promovierte er zum Doktor der Rechte.
Noch als Student war Kapral Mitarbeiter in der Presseabteilung im Verband Österreichischer Industrieller (VÖI). Innerhalb dieses Gremiums stieg er später bis zum Generalsekretär auf. Auch war Kapral als Unternehmensberater tätig und saß in verschiedenen Aufsichtsräten staatsnaher Unternehmen.
Im Dezember 1991 zog Kapral als freiheitliches Mitglied in den Bundesrat ein. Als Bundesrat war Kapral fünf Jahre lang, bis November 1996, tätig. Von 1995 bis 1996 leitete er als Fraktionsvorsitzender die FPÖ-Mandatare des Bundesrats.

## Auszeichnungen
- 1990: Ehrenbürger der Technischen Universität Wien
- Österreichisches Ehrenzeichen für Wissenschaft und Kunst
- 1997: Großes Goldenes Ehrenzeichen für Verdienste um die Republik Österreich[2]